# Trumpetranka
Trumpetranka (Campsis radicans) är en klättrande buske som tillhör familjen katalpaväxter. Den växer vilt i centrala och östra USA. Arten odlas som trädgårdsväxt i Sverige, men är endast härdig i de varmaste delarna av landet.

## Hybrider
Storblommig trumpetranka (Campsis ×tagliabuana) är hybriden med den kinesiska trumpetrankan (C. grandiflora) och odlas ibland.

## Synonymer
Bignonia radicans L.
Bignonia radicans var. coccinea Pursh
Bignonia radicans var. flammea Pursh
Bignonia radicans var. minor Castigl.
Campsis curtisii Seem.
Campsis radicans var. praecox (Rehder) C.K.Schneid.
Gelseminum radicans ( L. ) Kuntze
Tecoma radicans (L.) Juss.
Tecoma radicans var. minor de Candolle
Tecoma radicans var. praecox Rehder